# Heinrich Kirchweger
Johann Gottfried Heinrich Kirchweger (* 12. Juni 1809 in Stettin; † 18. Januar 1899 in Hannover) war ein deutscher Eisenbahningenieur.

## Leben
Kirchweger, Sohn eines Zollkontrolleurs, besuchte die höhere Bürgerschule in Kolberg. Anschließend wurde er Lehrling in der Werkstatt der Kolberger Saline, konnte aber ab 1827 mit einem Stipendium das 1821 gegründete Gewerbeinstitut Berlin besuchen.
Von 1831 bis 1837 arbeitete er als Techniker bei Henschel & Sohn in Kassel. 1838 wurde er technischer Betriebsleiter bei der Leipzig-Dresdner Eisenbahn und wechselte 1842 zur Sächsisch-Bayerischen Eisenbahn.
1843 nahm er eine Tätigkeit bei den neu gegründeten Königlich Hannöverschen Staatseisenbahnen auf. Hier war er für den Maschinen-, Betriebs- und Werkstattdienst und für die Fahrzeugbeschaffung verantwortlich. Durch ihn entstand ein organisiertes Werkstattwesen und ein einheitlicher Fahrdienst. Er führte auf Lokomotiven die Speisewasservorwärmung mittels des Kirchweger-Abdampfkondensators ein und sorgte für die Inbetriebnahme der nach Vorbild von Thomas Russell Crampton und Johann Friedrich Ludwig Wöhlert gebauten hannoverschen Normallokomotiven. Darüber hinaus entwarf er Pläne für die von Georg Egestorff gebauten Maschinen und Pumpen der hannoverschen Flusswasserkunst. Nachdem das Königreich Hannover von Preußen annektiert und die Hannöversche Staatseisenbahn aufgelöst wurde, versetzte man Kirchweger gegen seinen Willen nach Saarbrücken. Er zog sich daraufhin 1869 aus dem Staatsdienst zurück, arbeitete kurzzeitig in einer Waggonfabrik und kehrte anschließend 1870 als Zivilingenieur nach Hannover zurück.
Für seine Verdienste im Eisenbahnwesen erhielt er zahlreiche Auszeichnungen, so wurde er u. a. 1846 Ehrenbürger der Stadt Hannover (gemeinsam mit Karl Karmarsch, Moritz Rühlmann und Friedrich Heeren) und Ritter des hannoverschen Guelphen-Ordens, des sächsischen Albrechts-Ordens und des schwedischen Wasa-Ordens. Kirchweger starb im Alter von 89 Jahren in Hannover. Sein Grab befindet sich in den Arkaden vom Stadtfriedhof Engesohde.
Der 1911 in Hannover-Vahrenwald angelegte Darwinplatz wurde 1934 in Heinrich-Kirchweger-Platz umbenannt.